# Murati järv
Murati järv är en sjö på gränsen mellan Estland och Lettland. Den största delen av sjön ligger i den estniska kommunen Rõuge i landskapet Võrumaa. Murati järv ligger 172 meter över havet. Arean är 0,66 kvadratkilometer. Den sträcker sig 1,8 kilometer i nord-sydlig riktning, och 0,7 kilometer i öst-västlig riktning. 
Den avvattnas av ån Vaidava som ingår i Gaujas avrinningsområde. Kuura Jõgi är ett tillflöde från norr. 